# Выживший (фильм, 2015)
«Вы́живший» (англ. The Revenant) — американский вестерн, боевик-драма 2015 года, шестой полнометражный фильм режиссёра Алехандро Г. Иньярриту. Сценарий Марка Л. Смита и Иньярриту частично основан на романе Майкла Панке Выживший 2002 года, в котором описываются события, пережитые жителем приграничья Хью Глассом в 1823 году, и который основан на стихотворении Песнь о Хью Глассе 1915 года. В фильме снимались Леонардо Ди Каприо и Том Харди. Фильм считается ремейком фильма Человек диких прерий (1971).
В августе 2001 года Акива Голдсман приобрел рукопись Панке. Иньярриту подписал контракт на режиссуру Выжившего в августе 2011 года; в апреле 2014 года, после нескольких задержек из-за других проектов, он подтвердил, что начинает работу над фильмом и что Ди Каприо досталась главная роль. Основные съёмки начались в октябре 2014 года. Из-за проблем с местоположением и съёмочной группой съёмки были отложены с мая по август 2015 года.
Премьера фильма Выживший состоялась в китайском театре TCL в Лос-Анджелесе, Калифорния, 16 декабря 2015 года. Ограниченный прокат состоялся 25 декабря 2015 года, а широкий прокат - 8 января 2016 года. Это был блокбастер, собравший в мировом прокате 533 миллиона долларов. Фильм получил положительные отзывы, в том числе похвалу за игру актёров, особенно Ди Каприо и Харди, режиссуру Иньярриту и операторскую работу Любецки; однако некоторая критика была высказана в адрес его исполнения.
Фильм получил 3 премии «Золотой глобус» и 5 премий BAFTA, в том числе за лучший фильм на обеих церемониях. На 88-й церемонии вручения премии «Оскар» фильм получил 12 номинаций, включая «лучший фильм» и «лучшая мужская роль второго плана» (Харди). Фильм получил 3 премии «Оскар» за лучшую режиссуру (Иньярриту - вторая подряд в этой категории), лучшую мужскую роль (Ди Каприо - первая после 5 предыдущих номинаций) и лучшую операторскую работу (Эммануэль Любецки - третья подряд в этой категории). Ди Каприо также стал лауреатом премии «Золотой глобус», премии Гильдии киноактёров, премии BAFTA и премии «Выбор критиков» за лучшую мужскую роль.

## Сюжет
Охотник на пушных зверей Хью Гласс наблюдает, как американские солдаты сжигают индейскую деревню на Великих равнинах.
В конце 1823 года, во время войны Арикара, Гласс ведёт охотников капитана Эндрю Генри по территории современных Дакот. Пока он и его сын, наполовину пауни, Хоук, охотятся, на лагерь отряда нападает военный отряд арикара, который пытается вернуть похищенную дочь своего вождя, Поваку. Многие из охотников погибают во время боя, а остальные спасаются на лодке. Под руководством Гласса выжившие отправляются пешком в Форт Кайова, потому что Гласс считает, что путешествие вниз по реке Миссури сделает их уязвимыми. После причаливания команда складывает свои шкуры недалеко от берега.
Пока Гласс выслеживал дичь, медведица гризли, охранявшая своих медвежат, изувечила его и оставила при смерти. Охотник-расист Джон Фитцджеральд, опасаясь нового нападения арикара, утверждает, что группа должна из милосердия убить Гласса и продолжать движение. Генри соглашается, но не может нажать на курок. Вместо этого он предлагает деньги, чтобы заплатить кому-нибудь, кто останется с Глассом и похоронит его после смерти. Когда единственными добровольцами остаются Хоук и юный Джим Бриджер, Фицджеральд соглашается остаться за деньги, чтобы возместить свои убытки от брошенных шкур.
После того, как остальные уходят, Фицджеральд пытается задушить Гласса, но его останавливает Хоук, сын Гласса, который вмешивается. Хоук угрожает застрелить Фицджеральда и зовёт Бриджера, который ушёл за водой, поэтому Фицджеральд закалывает Хоука, а Гласс беспомощно наблюдает за этим. На следующее утро Фицджеральд убеждает Бриджера, который не знал об убийстве Хоука, что арикара приближаются и они должны покинуть Гласса. Сначала Бриджер протестует, но в конце концов он следует за Фицджеральдом после того, как тот оставляет Гласса наполовину похороненным заживо в импровизированной могиле. Бриджер оставляет свою флягу Глассу, на которой он выгравировал символ спирали. После того, как они уходят, Фитцджеральд признаётся, что солгал о приближении арикара. Когда Фицджеральд и Бриджер позже встречают Генри в форте, Фицджеральд говорит Генри, что Гласс умер, а Хоук исчез. Бриджер замешан во лжи о смерти Гласса, но он ничего не знает об убийстве Хоука. Генри говорит Фицджеральду, что у форта почти нет денег, и что они ждут подкрепления во главе с Генри Ливенвортом, прежде чем кто-либо сможет получить деньги.
Немного восстановив силы, Гласс начинает своё трудное путешествие по дикой местности. (Значение слова «revenant» – это человек, который вернулся, в частности, предположительно с того света.) Гласс делает грубое прижигание своих ран и ускользает от преследующих его арикара, прыгая в речные пороги. Позже он встречает беженца из племени пауни Хикука, который потерял свою семью в битве с индейцами сиу, и говорит Глассу, что «месть в руках Создателя». Мужчины делятся мясом бизона и путешествуют вместе. С приближением шторма Хикук сооружает временную парилку, в которой может укрыться разгорячённый Гласс. После галлюциногенного опыта в охотничьем домике Гласс выходит и обнаруживает, что его раны заживают, но франко-канадские охотники линчевали Хикука. Он проникает в их лагерь и видит, как вожак Туссен насилует Поваку. Гласс освобождает ее, и пока она кастрирует своего насильника, тот убивает нескольких охотников и забирает лошадь Хикука. На следующий день Гласс попадает в засаду, и арикара сбрасывают его коня со скалы. Он переживает ночную бурю, выпотрошив мёртвую лошадь и спрятавшись в её туше.
Испуганный выживший француз, шатаясь, добирается до форта Кайова, и Бриджер узнает в фляге со спиральной гравировкой флягу Гласса. Полагая, что это может быть выживший Хоук, Генри организует поисковую группу. Поняв, что Гласс жив, Фицджеральд опустошает сейф аванпоста и бежит, намереваясь добраться до Техаса. Поисковая группа находит обессиленного Гласса возле реки Йеллоустоун. Разъярённый Генри приказывает арестовать Бриджера, но Гласс ручается за Бриджера, заявляя, что он не присутствовал при убийстве Фицджеральдом его сына, а позже Бриджер был обманут и подвергся угрозам со стороны высокопоставленного Фицджеральда. Гласс и Генри отправляются в погоню за Фицджеральдом. По пути Гласс рассказывает, что однажды убил солдата, который пытался убить Хоука.
После того, как двое мужчин расстались, Фицджеральд устраивает засаду, убивает и снимает скальп с Генри. Гласс находит труп Генри, кладет его на свою лошадь в качестве приманки и стреляет Фицджеральду в плечо. Он преследует Фицджеральда до берега реки, где они вступают в жестокую схватку. Гласс собирается убить Фицджеральда, но замечает группу арикара ниже по течению. Он вспоминает слова Хикука и толкает Фицджеральда вниз по течению в руки арикара. Их вождь, Элк Дог, убивает и снимает скальп с Фицджеральда, а арикара (которые нашли Поваку) щадят Гласса. Гласс удаляется в горы, где его посещает дух жены.

## В ролях
| Актёр              | Роль             |
| ------------------ | ---------------- |
| Леонардо Ди Каприо | Хью Гласс        |
| Том Харди          | Джон Фицджеральд |
| Уилл Поултер       | Джим Бриджер     |
| Донал Глисон       | Эндрю Генри      |
| Форрест Гудлак     | Хоук, сын Гласса |
| Пол Андерсон       | Андерсон         |
| Брендан Флетчер    | Фраймен          |
| Кристоффер Йонер   | Мёрфи            |
| Брэд Картер        | Джонни           |
| Лукас Хаас         | Джонс            |
| Грейс Дав          | жена Гласса      |

## Производство

### Подготовка и финансирование
Реализация проекта под названием «Выживший» началась в августе 2001 года с приобретения Акивой Голдсманом прав на неопубликованную рукопись одноимённого романа Майкла Панке. Сценарий был написан Дэйвом Рабе. Позже производство было подхвачено Паком Чхан Уком, видевшим в главной роли Сэмюэла Л. Джексона, однако позже Ук покинул проект.
Развитие остановилось до 2010 года, когда Марк Л. Смит написал новую адаптацию романа для компании Стива Голина Anonymous Content. В мае 2010 года Смит сообщил, что режиссёром станет Джон Хиллкоут, а Кристиан Бейл вёл переговоры по главной роли. Хиллкоут покинул проект в октябре 2010 года. Считалось, что его заменит Жан-Франсуа Рише, но в августе 2011 года контракт был подписан с Алехандро Гонсалесом Иньярриту. В то же время Голдсман вёл сотрудничество с компанией Weed Road Pictures.
В ноябре к производству фильма с Anonymous Content присоединилась Regency Enterprises, а компания 20th Century Fox взяла на себя распространение фильма. Через несколько дней Гонсалес Иньярриту заявил, что рассматривает в качестве исполнителей двух главных ролей Леонардо Ди Каприо и Шона Пенна.
Производство было приостановлено в марте 2012 года, после того как Regency Enterprises заказали Гонсалесу Иньярриту адаптацию «Flim-Flam Man» Дженнифер Вогель — научно-популярной книги о её отце-преступнике. Пенн тоже рассматривался на главную роль в этом фильме.
В декабре Гонсалес Иньярриту заявил, что его следующим фильмом будет «Бёрдмэн» — комедия об актёре, ранее игравшем знаменитого супергероя. Режиссёр планировал снять фильм одним планом. По слухам, съёмки могли пройти в одной локации в течение трёх дней марта 2013 года. В действительности — заняли месяц и две недели монтажа. Сразу же после завершения съёмок Гонсалес Иньярриту запланировал начать производство «Выжившего».
Фильму был предоставлен производственный бюджет в 60 млн долларов, из которых 30 млн были выделены Regency Enterprises, а часть финансирования взяла на себя компания RatPac Entertainment Бретта Ратнера. Специально для финансирования фильма была создана компания Worldview Entertainment, которая отказалась от него в июле 2014 года в связи с уходом генерального директора Кристофера Вудроу. Руководство Regency Enterprises предлагало взять на себя часть расходов компании 20th Century Fox, но она отказалась, сославшись на контракты, заключённые с Ди Каприо и Харди и требовавшие выплат актёрам независимо от того, производится ли фильм. Между тем в переговоры по бюджету вступила компания Annapurna Pictures Меган Эллисон, но потерпела неудачу. Впоследствии продюсером картины стала Мэри Пэрент.

### Кастинг
В апреле 2014 года было сообщено, что Леонардо Ди Каприо подписал контракт на главную роль. Том Харди вступил в переговоры в начале июня 2014 года и официально присоединился к актёрскому составу 30 июня.
Уилл Поултер вступил в переговоры в конце июня, и в июле было подтверждено его участие в фильме. Донал Глисон присоединился к проекту 30 июля, а 24 октября — Брэд Картер, как и Кристоффер Йонер, ранее отказавшийся от главной роли в экранизации «Магический порошок доктора Проктора».

### Съёмки
Изначально основные съёмки планировалось провести с сентября 2014 года по март 2015 года. В феврале 2015 года Иньярриту заявил, что съёмки продлятся до апреля или мая из-за сложности процесса.
Оператором был выбран Эммануэль Любецки, в то время как Гонсалес Иньярриту заявил о желании снимать в хронологическом порядке, что добавило около 7 млн долларов в окончательный бюджет картины. Том Харди заявил, что эти планы сорвались из-за погодных условий, однако Иньярриту подтвердил, что фильм был снят в хронологической последовательности на природе при естественном освещении, без использования зелёных экранов. Четырёхмесячный простой группы был вызван слишком тёплой зимой в Канаде и ранним сходом снежного покрова, поэтому концовка была доснята в Аргентине. Особенности цифровых кинокамер «Arri Alexa», использованных для съёмок, позволили обходиться в экспедиции без громоздкой осветительной аппаратуры, снимая при естественном освещении даже ночью и в сумерки. Таким образом удалось подчеркнуть характер эпохи, лишённой электричества, и одиночество главного героя.
Впоследствии бюджет фильма превысил изначальные 60 миллионов, достигнув 95 миллионов, а затем и 135 миллионов долларов.
Съёмки прошли в Британской Колумбии и Альберте (Канада), в частности в городах Виктория, Бернаби и Калгари, на горнолыжном курорте «Фортресс-Маунтин», а также на юге Аргентины, где была снята концовка фильма. Члены съёмочной группы жаловались на сложность процесса, в том числе на запрет курения, в результате чего несколько человек покинули съёмки, закончившиеся в августе 2015 года.
Для съёмок было построено несколько декорационных объектов: форт, лагерь охотников, несколько деревень и разрушенная церковь. При строительстве использовались материалы и технологии, соответствующие описываемой эпохе. Гора бизоньих черепов была сымитирована при помощи деревянного каркаса, на котором закреплены 150 муляжей из пенополистирола. Костюмы актёров были сшиты по историческим рисункам в нескольких экземплярах с расчётом на возможную замену из-за экстремальных нагрузок. Большинство костюмов Ди Каприо имели до 20 запасных комплектов. Постановке сцены борьбы с медведем предшествовал отсмотр нескольких десятков документальных видеозаписей нападения животного на людей. Основой стал ролик, снятый в зоопарке. Во время съёмки Ди Каприо и профессиональный каскадёр Гленн Эннис, изображавший медведя, перемещались с помощью тросов, которые были удалены из изображения при постобработке. Каскадёр также заменён анимированным хищником. Сход лавины был отснят при помощи сброса взрывчатки с вертолёта на горный склон.

### Саундтрек
Музыка к фильму была написана японским композитором Рюити Сакамото в сотрудничестве с Брайсом Десснером и группой The National, а также электронным музыкантом Alva Noto. Музыкальное сопровождение картины было исполнено берлинским оркестром под руководством дирижёра Андре де Риддера. Саундтрек вышел 25 декабря 2015 года для цифрового скачивания, а 8 января 2016 года — на компакт-диске.

## Маркетинг
17 июля 2015 года вышел первый трейлер картины, а 29 сентября — второй.

## Прокат и кассовые сборы
25 декабря 2015 года фильм вышел в ограниченный прокат в США и Канаде, собрав за выходные 474 560 долларов и став вторым по величине кассовых сборов в ограниченном прокате за 2015 год после картины «Стив Джобс». За несколько дней до этого, 21 декабря, промокопии фильма «Выживший», а также ряда картин, участвующих в «оскаровской» кампании, были выложены пиратской группировкой «Hive-CM8» на сайты торрент-трекеров в Интернет, где только за первые сутки было зафиксировано более 739 580 скачиваний.
7 января 2016 года картина вышла в России под названием «Выживший», побив рекорд кассовых сборов в новогоднем прокате и собрав за один день более 160 миллионов рублей. 8 января 2016 года фильм вышел в широкий прокат в США, заработав за две предыдущие недели около 1,6 миллионов долларов. В этот день фильм собрал кассу в размере 14,4 миллионов долларов, заняв сначала второе место в национальном прокате, а затем опередив и новые «Звёздные войны».
Надо быть до конца правдивым и честным по отношению и к самой истории, и к той реальности, которую ты создаёшь в фильме. Наши персонажи живут в диких лесах, и каждый день им угрожает опасность — дикие звери, непогода, воинственные местные племена или болезни. Поэтому было важно показать все без прикрас, с уважением к событиям, которые в этой истории описываются. Я не большой фанат крови, но здесь прежде всего была важна правдивость — так же, как она важна в любви, страсти, нежности или привязанности, которые проявляются в отношениях между персонажами.
Алехандро Г. Иньярриту
За выходные фильм собрал 40 миллионов, на 70 % превысив первоначальные прогнозы по сборам и заняв второе место в прокате после «Звёздных войн» с 41,6 миллионами. На нескольких прокатных рынках за пределами Северной Америки сборы фильма составили 20,2 миллионов долларов (Россия — 7,6 млн, Германия — 4,3 млн, Австралия — 2,9 млн, Австрия — 941 тысяч, Швейцария — 837 тысяч, Тайвань — 686 тысяч), в результате чего он занял первое место среди недавно выпущенных картин. 15 января фильм вышел в прокат в Великобритании. Общие кассовые сборы фильма составили 533 млн долларов.

### Критика
23 ноября состоялся первый показ фильма в тысячеместном зале театра Сэмюэла Голдвина перед членами комитета по номинациям Академии кинематографических искусств и наук, ответственной за вручение премии «Оскар». Во время показа из зала раздавались недовольные стоны и возгласы, а некоторые критики покинули театр, сочтя картину чрезмерно кровавой и жёсткой из-за сцен, в которых стрела вонзается человеку в голову, герой Ди Каприо вспарывает брюхо своей мёртвой беременной лошади и вытаскивает из неё кишки и зародыша, чтобы спрятаться внутри и согреться, а также когда медведица с медвежатами нападает на него, раздирает ему спину, вырывая куски мяса, швыряет оземь и садится на него. Некоторые критики расценили эти кадры как «изнасилование» героя Ди Каприо медведем, но в компании 20th Century Fox опровергли эти домыслы, заявив, что этот медведь является самкой, атакующей Хью Гласса, чтобы защитить своих детёнышей. Впоследствии Иньярриту отметил, что, когда он узнал об этих спорах, первое, что пришло ему в голову, было: «О Боже мой, это же отличная идея — почему я не снял это изнасилование, которое стало бы одной из самых запоминающихся сцен. Я думаю, что она стала бы яркой. Почему я не подумал об этом?».

## Награды
1 декабря Национальный совет кинокритиков США проигнорировал фильм при выборе лауреатов премии за 2015 год. В то же время, по оценкам критиков, Леонардо Ди Каприо, пять раз номинировавшийся на «Оскар», но ни разу его не получивший, мог получить очередную номинацию на объявлении списка 14 января 2016 года.
10 января «Выживший» стал триумфатором церемонии вручения премии «Золотой глобус», получив награды за «лучший драматический фильм», «лучшую режиссёрскую работу» и «лучшую мужскую роль в драматическом фильме».
14 января фильм получил рекордные двенадцать номинаций на премию «Оскар» в категориях «лучший фильм», «лучшая режиссёрская работа», «лучшая мужская роль», «лучшая мужская роль второго плана», «лучший монтаж», «лучшая операторская работа», «лучшая работа художника», «лучший дизайн костюмов», «лучший звук», «лучший звуковой монтаж», «лучшие визуальные эффекты», «лучшие грим и причёски».
На церемонии вручения премии «Оскар», фильм получил три награды: лучший режиссёр, лучшая мужская роль, лучшая операторская работа. Леонардо Ди Каприо получил награду с пятой попытки, спустя двадцать два года после первой номинации. Алехандро Иньярриту стал третьим в истории режиссёром, получившим «Оскар» два года подряд, а Эммануэль Любецки установил абсолютный рекорд, став первым оператором в истории премии, получившим три «Оскара» подряд.